# Łagiewniki Nowe
Łagiewniki Nowe (do 2009 Nowe Łagiewniki) – wieś w Polsce położona w województwie łódzkim, w powiecie zgierskim, w gminie Zgierz.
Do 31 grudnia 2008 wieś nosiła nazwę Nowe Łagiewniki.

## Historia
Łagiewniki Nowe to dawna wieś, od 1867 w gminie Łagiewniki w powiecie łódzkim. Pod koniec XIX wieku liczyły 225 mieszkańców, a cały zespół osadniczy Łagiewniki (obejmujący wsie Łagiewniki Małe, Łagiewniki Nowe, Łagiewniki Stare i Łagiewniki Poklasztorne oraz osadę folwarczną Łagiewniki) – 877 mieszkańców. W okresie międzywojennym należała do powiatu łódzkiego w woj. łódzkim. W 1921 roku liczba mieszkańców wynosiła 316. 1 września 1933 weszła w skład nowo utworzonej gromady (sołectwa) Łagiewniki Nowe w granicach gminy Łagiewniki, składającej się z wsi Łagiewniki Nowe i Łagiewniki Poklasztorne. Podczas II wojny światowej włączona do III Rzeszy.
Po wojnie Łagiewniki Nowe powróciły na krótko do powiatu łódzkiego woj. łódzkim, lecz już 13 lutego 1946 gminę Łagiewniki podzielono i zniesiono, włączając jej południową część do Łodzi. Łagiewniki Nowe weszły w skład gminy Lućmierz, jako jedna z jej 19 gromad. W związku z reorganizacją administracji wiejskiej jesienią 1954, Łagiewniki Nowe weszły w skład nowej gromady Smardzew w powiecie brzezińskim. 1 lipca 1956 Łagiewniki Nowe wraz z całą gromadą Smardzew włączono powiatu łódzkiego. W 1971 roku liczyły 393 mieszkańców.
Od 1 stycznia 1973 w gminie Zgierz. W latach 1975–1987 miejscowość należała administracyjnie do województwa łódzkiego.